# Acalypha cubensis
Acalypha cubensis är en törelväxtart som beskrevs av Ignatz Urban. Acalypha cubensis ingår i släktet akalyfor, och familjen törelväxter. Inga underarter finns listade i Catalogue of Life.